# 酷愛樂團

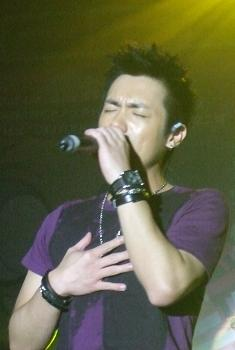
范逸臣出席2009年演唱活動

酷愛樂團（Craze Band〉，台灣二人男子創作樂團組合，2009年成立，2010年4月12日正式出道 ，由主唱范逸臣(Van Fan)和吉他手黃冠龍 (Alex Huang)組成，因為兩人同樣是音樂及搖滾的狂熱分子，因此將團名設定為英文名字｢CRAZE｣；而"Craze"這個字含酷愛、狂熱的意思，故取中文譯名為「酷愛樂團」。
范逸臣創立音樂製作公司天堂鳥音樂娛樂，為酷愛樂團於2010年4月16日推出第一炮專輯《初生之犢》，虎年以｢初生之犢｣不畏虎的精神創作多元的音樂，范逸臣顛覆過去情歌王子的造型，從曲風到唱腔都非常搖滾，他的公司取名「天堂鳥」就是因為他的最大興趣是做音樂，為能自由自在去做想做的音樂宛如鳥兒在天堂快樂地飛翔的感覺而命名。
除了演唱，酷愛樂團參與拍攝電影《混混天團》，並負責為電影創作歌曲及配樂，從台前到幕後參與影像與音樂的結合。
酷愛樂團自成立後的短時間內創舉頻頻，包括結合古典音樂和搖滾樂跨界演唱，以華語流行樂壇少用的人體彩繪視覺系造型演出，2010年6月17日推出《搖滾東京—酷愛樂團樂紀事》的寫真集及電子書，並巡迴舉行演講會分享他們的勵志故事和音樂歷程，成為華語樂壇的耀眼新勢力。

## 成立經過
2007年范逸臣拍攝完電影《海角七號》時，開始有組合搖滾樂團的構想，他找了黃冠龍學吉他，因為欣賞他的吉他技術和創作才華，於是主動找他組合樂團，初期曾考慮採用樂隊名稱如 “VanAlex”、 “Vanlex”、「范雷斯」等，最終落實使用“Craze Band”的中文譯名「酷愛樂團」，二人以不自我設限的態度創作音樂，積極推動搖滾樂在華語主流樂壇中的發展。
他們又聯同音樂好友張正宗、林宏宇/紅雨、何官錠合組「就是帥樂團」作現場(Live Band)演出，曾經到加拿大、上海等地表演，並合作拍攝電影《混混天團》。

## 音樂

### 音樂專輯
- 第一張音樂專輯【初生之犢】於2010年4月16日發行[14]
- 曲目:

1. Rock Boys 曲范逸臣、黃冠龍；詞：范逸臣
2. Rock All Night  曲：黃冠龍；詞：范逸臣
3. 別回答 曲：范逸臣、黃冠龍；詞：范逸臣
4. I wonder why 曲：范逸臣、黃冠龍；詞：范逸臣
5. Crazy 曲：黃冠龍；OS：黃冠龍
6. 無緣 曲：范逸臣；詞：范逸臣
7. 不能沒有你 曲：范逸臣；詞：范逸臣

### 音樂MV
- Rock Boys 曲：范逸臣、黃冠龍；詞：范逸臣；導演：比爾賈
- Rock All Night  曲：黃冠龍；詞：范逸臣；導演：比爾賈
- 無緣 曲：范逸臣；詞：范逸臣

### 主題曲
- 2009
  - 《忠犬小八 電影中文主題曲》：《無緣》
- 2010
  - 《混混天團 電影中文主題曲》：《Rock All Night》
  - 中華職棒代言人：《不能沒有你》
- 2011
  - 《記得·我們有約 電視劇片頭曲》：《什麽風把你吹來的》

### 公益單曲
- 2020
  - 《同一個氣息》（新冠肺炎疫情公益合作單曲）[15]

## 演唱會
- 2009年12月19日 河岸留言-西門紅樓展演館：【酷愛樂團】迷你演唱會

- 2010年4月25日 【酷愛樂團】台北西門町首場簽唱會[16]

- 2010年5月9日 長榮交響樂團《春舞花燦頌馨意》母親節音樂會[17] [18]

- 2010年6月12日 華山藝文中心的{傳}展演館演唱會 (范逸臣、黃冠龍【酷愛樂團】、戴愛玲合開演唱會)

## 書籍
- 2010《東京搖滾：'''酷愛樂團'''樂紀事》(2010年6月17日出版—日本旅遊書)
  - 凱特文化出版[19]
  - 人因科技全彩影音電子書 [20]

## 電影
- 2010
  - 《混混天團》2010年4月23日 台灣上映

## 外部連結
- 酷愛樂團Facebook （页面存档备份，存于）
- 酷愛樂團豐華網站 （页面存档备份，存于）